# ひょうご安心ブランド農産物
ひょうご安心ブランド農産物（ひょうごあんしんブランドのうさんぶつ）とは兵庫県が独自に定めた要件を満たし、限りなく有機栽培に近い農法で作られた農産物である。認証を受けた農産物は兵庫県認証食品としてマークが貼付される。

## 概要
兵庫県では、安全、安心かつ個性と特徴を持つ兵庫県産の食品に対し認証を与える「兵庫県認証食品」制度を実施しており、2007年度末で県産食品流通量の21%にあたる995食品が該当しているが、さらにその中でも特に“土づくりを基本に化学合成の農薬や肥料を低減して生産する農産物”と定義し「ひょうご安心ブランド農産物」として認証している。また、2008年よりは、ひょうご安心ブランド農産物」をはじめとする兵庫県認証食品の県民へのPRと安定的な供給の目的で、量販店に常設販売コーナーを設置した。
2001年（平成13年）より認証が始まり、2008年3月時点でのその数は129産地、延べ370品目でとなり、2009年10月現在では502品目の農産物、174産地にまで増えた。人と自然にやさしい栽培方法（ひょうご安心ブランド農産物生産方式）に基づき、農薬を使用した場合、残留農薬が国基準の10分の一以下とするなど、化学肥料、化学合成農薬を極力減らした減農薬栽培により育てられている。
また、認定生産者が生産した農産物は、ひょうご安心ブランド農産物として認証マークを貼付できる。2006年（平成18年）4月の条例施行により「ひょうご安心ブランド」から「ひょうご安心ブランド農産物」として流通している。
- 認証食品数
  - 502食品
- 認定を受けている産地
  - 174産地（2009年10月14日現在）

## ひょうご安心ブランド農産物の特徴
- 1.化学肥料・化学農薬の使用を極力削減し、健康な土作りを行う、人と環境に安心な栽培方法
- 2.自主検査により安心を確認。農薬を使用した場合、残留農薬が国基準の10分の1以下とする
- 3.栽培履歴および方法・検査結果などを公開する

## 認定食品のブランド一例
- 淡路島たまねぎ（淡路島）
- コウノトリの舞（豊岡市）
- 特別栽培米ミルキークイーン
- 特別栽培米コシヒカリだんにゃあ（豊岡市）
- 日本のへそゴマ（西脇市）
- 飯見の郷（宍粟市）

## 常設販売コーナー
- マックスバリュー 西明石南店[1]。
- トヨダイートバリュー 日高店、江本店、出石店[1]。

（2008年現在）
※「ひょうご安心ブランド農産物」の説明パネル、ミニのぼり、パンフレットなどが設置されている。